# Generalkommando 59
Das Generalkommando 59 (bis 1916 Höheres Kavallerie-Kommando Nr. 6) war ein Großverband der Armee des Deutschen Kaiserreiches im Ersten Weltkrieg.

## Gliederung
Es handelte sich beim Generalkommando 59 um ein Generalkommando z. b. V. (Generalkommando zur besonderen Verwendung). Diese entstanden ab 1916 und waren reine Kommandostellen, die militärischen Einheiten wurden ihm nach Bedarf zugeordnet.

## Geschichte
Generalleutnant Otto von Garnier wurde am 18. August 1915 zum Höheren Kavallerie-Kommandeur Nr. 6 ernannt. In dieser Funktion war er bei der 10. Armee an der nördlichen Ostfront eingesetzt. Vom 9. bis 26. September setzte das Kavalleriekorps in der Swentziany-Offensive zur Umfassung nach Südosten an. Die 1. und 4.  Kavallerie-Division griff Soly an und konnte es am 16. September einnehmen. Hier trafen sie auf starke Truppenverbände der russischen 2. Armee und mussten daher eiligst bis nördlich Smorgon zurückweichen. In der Nacht zum 18. September räumten die russischen Streitkräfte überraschend und kampflos Wilna, durch das Zurückweichen entzogen sie sich der sich abzeichneten Einschließung.
Der Stab des Korps wurde am 20. November 1916 in das Generalkommando z. B.V. Nr. 59 unter Generalleutnant Hermann Brecht umgewandelt und an die Westfront versetzt. Vor Kriegsende war das Korps unter Generalleutnant Erich von Redern in Rückzugskämpfe in der Champagne und den Übergang auf das rechte Maasufer verwickelt. Dem Generalkommando unterstand zu dieser Zeit die 96. Infanterie-Division, die 21. Landwehr-Division und die 75. Reserve-Division.

## Kommandierender General
| Dienstgrad      | Name             | Datum                                   |
| --------------- | ---------------- | --------------------------------------- |
| Generalleutnant | Otto von Garnier | 21. August 1915 bis 3. September 1916   |
| Generalleutnant | Hermann Brecht   | 03. September 1916 bis 2. November 1917 |
| Generalleutnant | Erich von Redern | 02. November 1917 bis Kriegsende        |